# Amos (California)
Amos es un área no incorporada ubicada en el condado de Imperial en el estado estadounidense de California.

## Geografía
Amos se encuentra ubicada en las coordenadas 33°7′5″N 115°15′21″O / 33.11806, -115.25583.